# Cheyenne Brando
Tarita Cheyenne Brando (Taiti, 20 de fevereiro de 1970 – Punaauia, 16 de abril de 1995) foi uma modelo Francesa. Filha de Marlon Brando e sua terceira mulher Tarita Teriipaia, uma atriz taitiana que Marlon conheceu quando filmou Mutiny on the Bounty em 1962.
Cheyenne vivia reclusa na casa que seu pai mantinha em Punaauia. Ela entrou em depressão depois que seu meio-irmão, Christian Brando, matou seu companheiro Dag Drollet, pai de seu filho Tuki, em 16 de maio de 1990. Cheyenne Brando cometeu suicídio ao se enforcar na mansão de seu pai, na ilha do Taiti, Polinésia Francesa (Pacífico Sul). Ela já havia tentado o suicídio por outras duas vezes, ingerindo tranquilizantes e improvisando uma forca.